# Црква Светог Георгија у Лалибели
Црква светог Георгија (енгл. Church of Saint George) је монолитна црква у Лалибели у Етиопији.
Она је најпознатија и најкасније саграђена црква на подручју Лалибеле. Има их једанаест. Неки је наводе као 8. чудо света. Наводно је саграђена у 13. веку када је краљ Гебре Мескел-Лалибела имао визију у којој му је речено да сагради цркву. Лалибела је данас место ходочашћа Етиопске оријентално-православне цркве.